# Biryong (Schiff)
Die Biryong ist ein 1996 als Cruise Ferry Hiryu 21 in Dienst gestelltes Fährschiff der südkoreanischen Reederei Da-In Ferry. Sie wird seit 2014 auf der Strecke von Incheon ins chinesische Dalian eingesetzt.

## Geschichte
Die Cruise Ferry Hiryu 21 wurde am 22. September 1995 unter der Baunummer 1019 in der Werft von Mitsubishi Heavy Industries in Shimonoseki auf Kiel gelegt und lief am 27. Januar 1996 vom Stapel. Nach der Ablieferung an die Reederei Arimura Sangyo am 30. März 1996 nahm das Schiff am 1. April des Jahres den Fährdienst auf der Strecke von Naha nach Miyako, Ishigaki, Keelung und Kaohsiung auf.
Ab 1997 lief die Cruise Ferry Hiryu 21 auch die Häfen von Nagoya und Osaka an. Am 5. Juni 2008 wurde sie nach 12 Dienstjahren ausgemustert und wenige Tage später in Fukuyama aufgelegt. Im Januar 2010 ging das Schiff schließlich in den Besitz der Reederei A-Line Ferry über, für die es im März 2010 zwischen Tokio und Okinawa in Fahrt kam. Im September 2014 gab die Reederei bekannt, den Betrieb der Cruise Ferry Hiryu aufgrund zu hoher Konkurrenz durch Billigfluggesellschaften und steigender Treibstoffpreise im Dezember 2014 einzustellen. Die letzte Überfahrt des Schiffes erfolgte am 7. Dezember 2014.
Noch im selben Monat wurde die Cruise Ferry Hiryu 21 an die südkoreanische Reederei Da-In Ferry verkauft und in Biryong umbenannt. Nach einem Umbau nahm das Schiff den Fährdienst auf der Strecke von Incheon ins chinesische Dalian auf. Sie ersetzte dort die 1988 in Dienst gestellte Da-In, die 2015 nach Indonesien verkauft wurde.